# Mimolasiocercis albostictipennis
Mimolasiocercis albostictipennis är en skalbaggsart som beskrevs av Stefan von Breuning 1960. Mimolasiocercis albostictipennis ingår i släktet Mimolasiocercis och familjen långhorningar. Inga underarter finns listade i Catalogue of Life.